# Konotop rajon
Konotop rajon (ukrainsk: Конотопський район, tr. Konotopskij rajon) er en af 5 rajoner i Sumy oblast i Ukraine, hvor Konotop rajon er beliggende centralt-nordvestligt i oblasten. Mod nord findes Sjostka rajon, og rajonen grænser op til Rusland mod øst. Mod sydøst finder man Sumy rajon, og mod syd Romny rajon inden for Sumy oblast. Mod vest ligger Tjernihiv oblast. Ved Ukraines administrative reform fra juli 2020 blev den tidligere Konotop rajon udvidet med andre nærtliggende rajoner, samt Konotop by, sådan at Konotop rajons samlede befolkningstal er nået op på 204.200.
Floden Sejm løber gennem Konotop rajon fra øst mod vest.
Oprindelsen af navnet Konotop er ikke sikker. Den ene forklaring på navnet er, at det stammer fra en nu udtørret flod (Konotopka) i nærheden af byen. I to andre forklaringer går det igen, at heste og ryttere i en sammenhæng har siddet fast i et vadested eller andetsteds i ufremkommelige, sumpede områder og er druknet. Stednavnet Konotop skulle ifølge denne forklaring være en sammensætning af to ord, nemlig "koni", der betyder "heste" og "topnut'", der betyder "tramper".
Måske har det russiske militær også haft problemer med at køre gennem sumpede områder i rajonen under Ruslands invasion af Ukraine 2022. Men i hvert fald var russerne i Konotop rajon under første etape af invasionen, og Konotop by var under russisk kontrol i omtrent en måned, indtil russerne var på vej ud af Sumy oblast i starten af april 2022.